# Marcelino Pérez
Marcelino Pérez Ayllón (Sabadell, 13 agosto 1955) è un ex calciatore spagnolo, di ruolo difensore.

## Palmarès

### Club

#### Competizioni nazionali
- Coppa di Spagna: 1

Atlético Madrid: 1975-1976
- Campionato spagnolo: 1

Atletico Madrid: 1976-1977

#### Competizioni internazionali
- Coppa Intercontinentale: 1

Atletico Madrid: 1974